# Dismodix guaruja
Dismodix guaruja är en stekelart som först beskrevs av Brethes 1928.  Dismodix guaruja ingår i släktet Dismodix och familjen brokparasitsteklar. Inga underarter finns listade i Catalogue of Life.